# 明神の滝 (徳島県)
明神の滝（みょうじんのたき）は、徳島県那賀町にある臼ヶ谷川の滝。落差は12m。とくしま水紀行50選選定。

## 地理
那賀川の支流である臼ヶ谷川にかかる滝で、大きく2条に分かれて落ちる。国道195号のすぐ下にある滝であるが、国道からは見えないため意外と知られていない。
滝壺は広く深い渕となっており「明神の渕」と呼ばれている。この渕は元々は臼ヶ渕と呼ばれていたが、大正初期にこの渕にある小さな祠を明神さんとしてお祀りするようになり、それから渕の名も明神の渕と呼ばれるようになったとされる。

## 交通
- JR「徳島駅」より車で約90分。